# Алея пам'яті загиблим на виробництві (Кременчук)
Але́я па́м'яті заги́блим на виробни́цтві — алея в Кременчуці

## Історія
28 квітня в Кременчуці біля входу на Свіштовське кладовище закладена Алея пам'яті та встановлений пам'ятний знак загиблим на виробництві. Цього дня в Україні з 2006 року наголошується День охорони праці. Цей день збігається зі Всесвітнім днем охорони праці, девіз якої в 2011 році по рекомендації міжнародній організації праці — «Система управління охороною праці: дорога до постійного вдосконалення».
Участь в заході взяли заступник мера Калашник В. В., начальник відділу виконавчої дирекції Фонду соціального страхування від нещасних випадків на виробництві і професійних захворювань в Кременчуці Попов В. В., голова Автозаводської районної ради Коваленко В. Н., заступник начальника управління Фонду соціального страхування від нещасних випадків і професійних захворювань України в Полтавської області Гришко В. Д., головний державний інспектор управління Держміськпромнагляду в Полтавської області Жабо Д. Е., а також представники підприємств, установ і організацій міста.
Після невеликого мітингу на честь акції, всі присутні на чолі із заступником мера Віктором Калашником взяли участь у висаджуванні дерев.